# Kanovsko

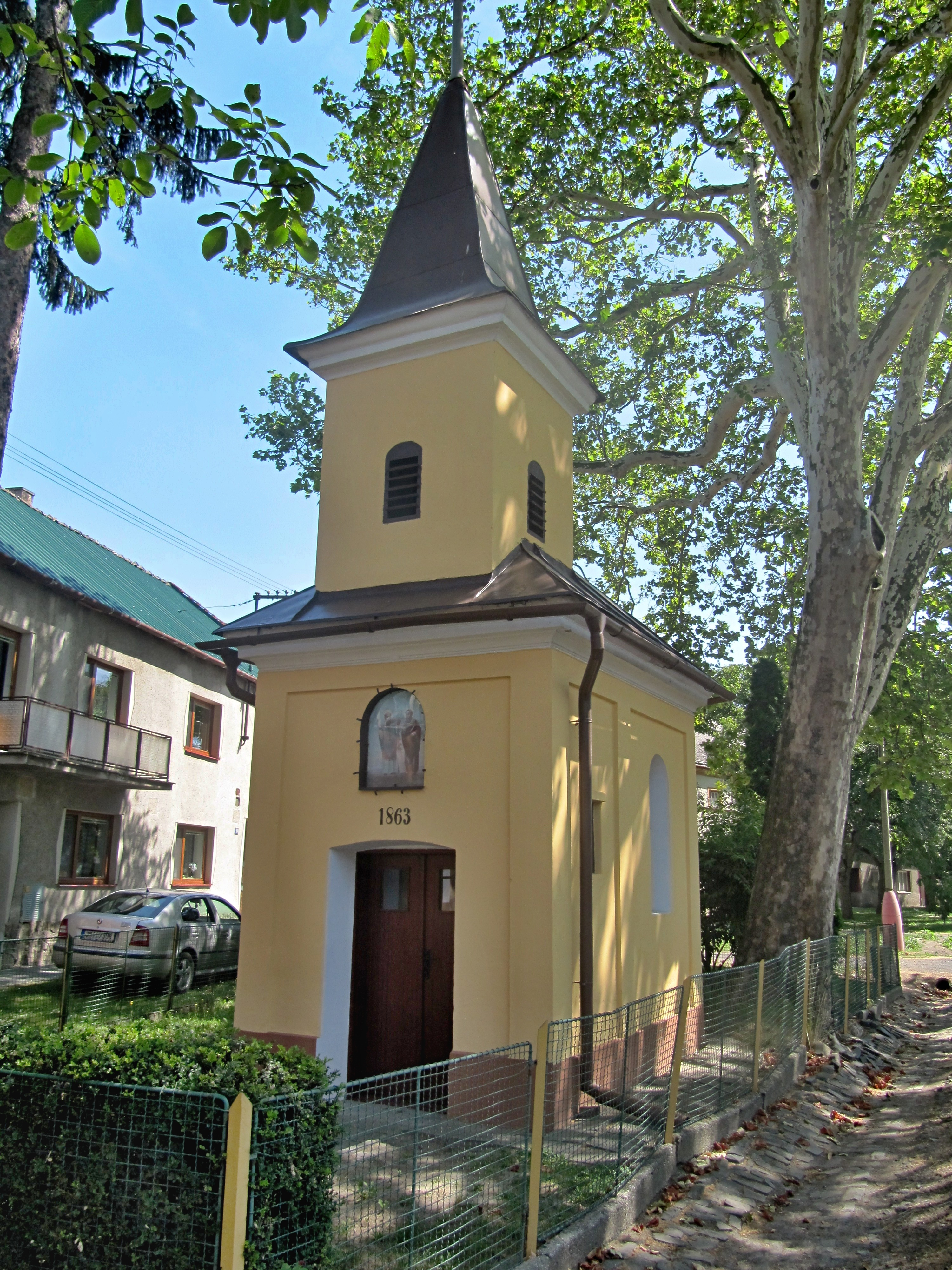
Kapelle der heiligen Cyrill und Method auf dem Dorfanger (erbaut 1863)

Kanovsko (deutsch Kanowsko) ist ein Ortsteil der Gemeinde Vlkoš in Tschechien. Er liegt sieben Kilometer südlich von Přerov und gehört zum Okres Přerov.

## Geographie
Kanovsko befindet sich linksseitig des Mlýnský náhon (Mühlbach) in der Obermährischen Senke (Hornomoravský úval). Einen knappen Kilometer östlich des Dorfes fließt die Moštěnka.
Nachbarorte sind Věžky und Záhatí im Norden, Horní Moštěnice im Nordosten, Dobrčice und Přestavlky im Osten, Stará Ves und Říkovice im Südosten, Žalkovice und Břestský Mlýn im Süden, Polňák, Kyselovice, Chropyně und Záříčí im Südwesten sowie Vlkoš im Nordwesten.

## Geschichte
Die erste schriftliche Erwähnung von Kanovsko erfolgte im Jahre 1261, als Ottokar II. Přemysl das zum Gut Stará Ves untertänige Dorf zusammen mit weiteren Gütern des Hulleiner Gebietes dem Olmützer Bischof Bruno von Schauenburg für seine treuen Dienste schenkte. Nach dessen Tode bildete dieser Teil ein Lehngut des Bistums Olmütz. 1431 ließ Herzog Albrecht V. nach seiner Belagerung von Přerov das zwischen Věžky und Kanovsko gelegene Dorf Tršany niederbrennen. Im Jahr danach erwarben Smil von Moravany auf Milotice und dessen Brüder die Herrschaft Kremsier mit allem Zubehör, darunter auch Kanovsko. Nach Smils Tode erbte dessen Sohn Zbyněk den Besitz. Ab 1498 gehörte Kanovsko zu den Besitzung der Herren von Ludanitz auf Chropyně. Im Jahre 1500 gelangte die Herrschaft Kremsier einschließlich Kanovsko an das Bistum zurück. Gepfarrt war das Dorf nach Vlkoš. 1568 bildeten sich in Kanovsko wie auch den umliegenden Ortschaften Gemeinden der Mährischen Brüder. Nachdem Wenzel von Haugwitz auf Chropyně in Vlkoš wieder einen katholischen Geistlichen eingesetzt hatte, führte die zu einem Aufruhr der Untertanen in den Pfarrdörfern Kyselovice, Věžky und Kanovsko. 1601 wurde ein Lutheraner zum Pfarrer von Vlkoš ernannt, ihm folgte nach dessen Weggang ab 1615 wieder ein Katholik.
Zu Beginn des Dreißigjährigen Kriegs überfielen im Jahr 1618 aufständische Walachen das Dorf und 1623 die Truppen Gábor Bethlens. Im August 1643 besetzten die Schweden die Gegend und errichteten auf dem Zahnonny-Berg ihr Hauptlager. Das Dorf wurde dabei ausgeplündert. Während der Türkenkriege flohen die Bewohner mit ihrem Vieh für 11 Wochen auf den Hostýn, in dieser Zeit quartierten sich kaiserliche Truppen im Ort ein. Das älteste Ortssiegel stammt von 1684 uns trägt die Umschrift OBECNY PECZET DIEDINI KANOVSKA. 1748 wurde mit Václav Macháček eine Erbrichter eingesetzt, der das Schankrecht für herrschaftliche Getränke erhielt. Václavs Sohn Josef Macháček errichtete in Kanovsko eine Schankwirtschaft. Ab 1790 erfolgte die Einsetzung eines Vogtes aus den Reihen der untertänigen Bauern. Im Jahre 1794 bestand das Dorf aus 34 Häusern und hatte 246 Einwohner. Nach der Schlacht bei Austerlitz fielen 1805 Napoleonische Truppen ein und pressten den Bewohnern von Vlkoš und Kanovsko 300 Rheinische Gulden ab. Nach deren Abzug folgte russisches Militär, das zahlreiche Pferde und Fuhrwerke mitnahm. 1835 lebten in den 37 Häusern von Kanovsko 222 Personen. Bis zur Mitte des 19. Jahrhunderts blieb der Ort immer den bischöflichen Gütern Kroměříž untertänig.
Nach der Aufhebung der Patrimonialherrschaften bildete Kanovsko ab 1850 eine Gemeinde in der Bezirkshauptmannschaft Kremsier. 1859 zerstörte ein Großfeuer das gesamte Dorf. Seit 1880 gehört die Gemeinde zum Bezirk Prerau. Kanovsko bestand 1910 aus 43 Häusern und hatte 267 Einwohner. 1921 erreichte das Dorf mit 290 Einwohnern seine höchste Bevölkerungszahl. 1951 wurde Kanovsko nach Vlkoš eingemeindet. Im Jahre 1980 wurde die Gemeinde Vlkoš mit Bochoř und Věžky zusammengeschlossen. Mit Wirkung vom 24. November 1990 bildet Vlkoš mit dem Ortsteil Kanovsko wieder eine eigene Gemeinde. Am 8. Juli 1997 wurde Kanovsko von einem Jahrhunderthochwasser der Moštěnka und des Mlýnský náhon überflutet. Die Fluten erreichten dabei eine Höhe bis zu zwei Metern. Nachdem die Überflutung am 12. Juli im Wesentlichen wieder abgeklungen war, schwollen am 18. Juli sowohl die Bečva als auch die Moštěnka wieder an, wobei letztere am nächsten Tage wegen des Rückstaus einen halben Meter über die noch aufgeweichten Dämme stieg. Nach dem Rückgang der Pegel wurde am 22. Juli 1997 die Hochwasserwarnung aufgehoben. Beim Zensus von 1991 41 Häuser und 119 Einwohner gezählt. Im Jahre 2001 lebten in den 47 Häusern des Dorfes 137 Personen.

## Sehenswürdigkeiten
- Kapelle der hll. Cyrill und Method auf dem Dorfanger, errichtet 1863 anstelle eines wahrscheinlich 1859 beim Ortsbrand vernichteten hölzernen Glockenturmes